# شهرستان ایستسکی
شهرستان ایستسکی (به لاتین: Isetsky District) یک شهرستان در روسیه است که در استان تیومن واقع شده‌است.